# خواص جذور متعددة حدود
في الرياضيات، تعرف متعددة لحدود بالصورة {\displaystyle p(x)=a_{0}+a_{1}x+\cdots +a_{n}x^{n},\quad x\in \mathbb {C} }
حيث المعاملات {\displaystyle a_{0},\ldots ,a_{n}\,}
أعداد مركبة. تنص النظرية الأساسية للجبر على أن متعددة الحدود P لها n عدد من الجذور يساوي درجتها n. فيما يلي سرد ببعض خواص هذه الجذور.

جذور متعدد حدود هي فواصل نقاط تقاطع منحناه مع محور فمثلا لدينا في الشكل الجذور هي

## اعتمادية المعاملات المستمرة
الجذور n لكثيرة حدود من الدرجة n تعتمد باستمرار على المعاملات. هذا يعني ان هناك n دوال متصلة {\displaystyle r_{1},\ldots ,r_{n}\,} معتمدة على المعاملات التي تجعل منها بارامترات بتعددية صحيحة.
وتقتضي هذه النتيجة أن معاملات التحول الخطية للمصفوفة تعتمد باستمرار على المصفوفة. إن مسألة تقريب الجذور بدلالة المعاملات هي عليلة الشرط، كما في متعدد الحدود لويلكلسون على سبيل المثال.

## نظرية المرافق المركب
تنص نظرية المرافق المركب على أنه إذا كان معاملات كثير الحدود حقيقية، فإن الجذور تظهر أزواجا على الصورة a ± ib.
على سبيل المثال, المعادلة x2 + 1 = 0 لها جذرين هما ±i.

## قيود على جذور كثير الحدود

### الجذور المركبة العامة
من أهم القيود العامة على قيمة الجذور تلك التي تقتضيها نظرية راوتش. إذا وجد عدد حقيقي موجب R ومعامل k بحيث
{\displaystyle |a_{k}|\,R^{k}>|a_{0}|+\cdots +|a_{k-1}|\,R^{k-1}+|a_{k+1}|\,R^{k+1}+\cdots +|a_{n}|\,R^{n}}
فإنه يوجد تماما k جذرا (مستمرا بالتعددية) بقيمة مطلقة أقل من R. من أجل k=0,n يكون هناك دائما حلا لهذه المتباينة، مثلا
- لإجل k=n,

{\displaystyle R=1+{\frac {1}{|a_{n}|}}\max\{|a_{0}|,|a_{1}|,\dots ,|a_{n-1}|\}} or
{\displaystyle R=\max \left(1,\,{\frac {1}{|a_{n}|}}\left(|a_{0}|+|a_{1}|+\cdots +|a_{n-1}|\right)\right)}
هي القيود العليا لمقدار جميع الجذور,
- for k=0,

{\displaystyle R={\frac {|a_{0}|}{|a_{0}|+\max\{|a_{1}|,|a_{2}|,\dots ,|a_{n}|\}}}} or
{\displaystyle R={\frac {|a_{0}|}{\max(|a_{0}|,\,|a_{1}|+|a_{2}|+\cdots +|a_{n}|)}}}
هي القيود الدنيا لمقدار جميع الجذور,
- لجميع باقي المعاملات, تكون الدالة

{\displaystyle h(R)=|a_{0}|\,R^{-k}+\cdots +|a_{k-1}|\,R^{-1}-|a_{k}|+|a_{k+1}|\,R+\cdots +|a_{n}|\,R^{n-k}}
محدبة على الأعداد الحقيقة الموجبة, وبالتالي فإن نقطة التصغير سهلة التحقق عدديا. إذا كانت القيمة الدنيا سالبة, فقد أمكن الحصول على معلومات إضافية حول مواقع الجذور.
يمكن زيادة الفصل بين الجذور وبالتالي يمكن إيجاد دوائر فاصلة إضافية من المعاملات، بتطبيق عملية تربيع جذور معاودة داندلين-غريف على كثيرة الحدود.
هناك طريقة أخرى باستعمال نظرية الدوائر لجرشغورين المطبق على بعض المصفوفة المرافقة لكثيرة الحدود، كما هو الحال في Durand-طريقة كرنر.